# هو، ایندیانا
هو (به انگلیسی: Howe) یک منطقهٔ مسکونی در ایالات متحده آمریکا است که در شهرستان لاگرانژ، ایندیانا واقع شده‌است. هو ۲۶۷٫۹۲ متر بالاتر از سطح دریا واقع شده‌است.